# E33 (trasa europejska)
E33 – trasa europejska pośrednia północ-południe, wiodąca z Parmy do La Spezia we Włoszech.

## Stary system numeracji
Do 1983 obowiązywał poprzedni system numeracji, według którego oznaczenie E33 dotyczyło trasy: Northampton — Coventry — Cannock — Warrington — Liverpool, która w 1969 otrzymała przebieg London — Glasgow. Arteria E33 była wtedy zaliczana do kategorii „B”, w której znajdowały się trasy europejskie będące odgałęzieniami oraz łącznikami.

### Drogi w ciągu dawnej E33
Lista dróg opracowana na podstawie materiału źródłowego
| Wielka Brytania | - autostrada M74/droga nr 74: Glasgow – Carlisle - autostrada M6: Carlisle – Renrith – Lancaster – Liverpool – Cannock – Birmingham - droga E33: Birmingham – Coventry - autostrada M1: Coventry – Luton – London |